# Garden Ridge
Garden Ridge är en stad i Comal County i Texas. Vid 2010 års folkräkning hade Garden Ridge 3 259 invånare.